# A194

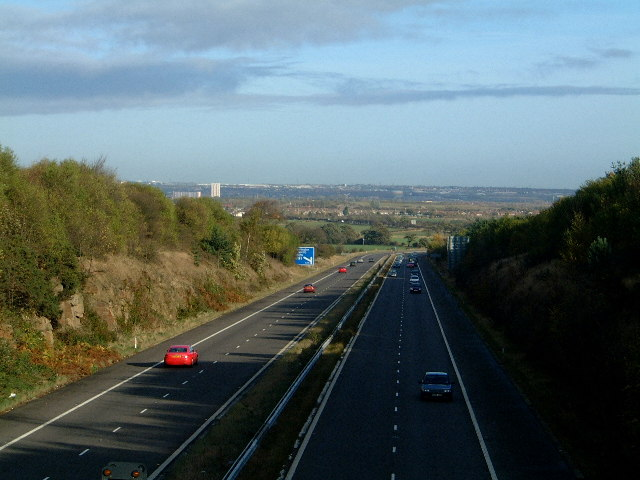
A194(M) norrut.

A194 är en väg i Storbritannien, mellan A1 vid Washington och South Shields. Vägen utgör också en förbindelse mellan A1 och Tyne Tunnel. De fem första kilometerna är motorväg och betecknas A194(M).